# جيبيل
جيبيل وعرف لاحقاً باسم جيرا في العصر الأكدي، هو اله النار في الميثولوجيا السومرية. وهو أحد أبناء أنو وكي، روايات أخرى ذكرت انه ابن إشكور وشالا. في ملحمة إينوما إيليش للخليقة البابلية ذكر بكونه اله الحدادين والمسؤول عن صناعة الأسلحة الحادة. وذكر أنه له معرفة وحكمة كبيرة تفوق بقية الآلهة. ذكر أيضاً بكونه رب النار والتشكيل والخبير بحكمة التعدين، وأنه المسؤول عن حرائق الغابات. وأشير أيضاً بكونه اله الطباخين والخبازين.

## الشخصية
وكان جيبيل إله النار. يمكنه تمثيل هذا العنصر في جانبه الإيجابي، على سبيل المثال بالاشتراك مع الأفران والقمين، وفي هذا السياق يمكن معاملته كإله وصاية لعلماء المعادن. ومع ذلك، فقد مثّل النار أيضًا كسبب للتدمير. نامبوربي، وهو نوع من النصوص الطقسية التي تركز على تجنب العواقب السلبية لبشائر معينة، ويوثق أنه كان يعتقد أن المواقف التي أضرمت فيها النيران في المنازل بسبب ضربة صاعقة كانت تعتبر عرضًا لغضب جيبيل. ويمكن إلقاء اللوم عليه أيضًا في حرق الحقول. كما هو موضح في سلسلة التعويذات مقلو وشوربو، كانت الوظيفة الأخرى لإله النار هي درء السحر الخبيث والأحداث المشؤومة التي تنبأت بها الكوابيس. كما لعب دورًا في طقوس التطهير. لقد قيل أن هذه كانت وظيفته الرئيسية في مجال العبادة.
في حين تشير المصادر النصية إلى أن رمز جيبيل كان عبارة عن شعلة، إلا أنه لم يتم التعرف على أي تمثيلات أيقونية له.

## الارتباطات مع الآلهة الأخرى

### الأسرة والمحكمة
يجادل بيوتر ميشالوفسكي بأن المعتقدات حول أصل جيبيل تعكس ارتباطه المقترح بمدينة أريدو، حيث يمكن اعتباره «ابن أبزو». وفقًا لتقليد آخر، كان والده إنليل، كما هو موثق في مصدر أكدي بابلي قديم (اللوح BM 29383) وربما في نص أدبي سومري من نفس الفترة. وبدلاً من ذلك يطلق عليه مقلو لقب «سليل» آنو (اللوح الثاني، السطر 77). تشير نفس سلسلة التعويذة أيضًا إلى أنه من نسل شلش (اللوح الثاني، السطر 137)، على الرغم من اكتشاف نسخة حيث يظهر شالا بدلاً من ذلك في نفس المقطع أيضًا. الإشارات إلى نوسكا باسم والده معروفة أيضًا.
تشير قائمة الآلهة آن=آنوم (اللوح الثاني، السطر 341) إلى أن الإلهة نينيريجال يمكن اعتبارها زوجة جيبيل. ليس من المؤكد ما إذا كان قد تم اعتبارهما بالفعل كزوجين في فترات سابقة. ويذكر النص نفسه أن مرافقه الإلهي (سوكال) هو نابلوم (اللوح الثاني، السطر 342)، «لهب»، والذي ربما كان مرتبطًا به نظرًا لكونه تمثيلًا إلهيًا لتأثيرات نشاطه، على غرار حالة الطقس. سوكال الإله إشكور كان نيمجير، «البرق». علاوة على ذلك، فإنه يعين له مستشارين، التمثيل الإلهي للشعلة (dníg.na) والمبخرة (dgi.izi.lá).

### ارتباطات أخرى
كما هو موثق بالفعل في نص أور الثالثة من نيبور، كان جيبيل مرتبطًا بإله الشمس شمش (أوتو)، والذي كان وفقًا لبيوتر ميشالوفسكي هو الإله الأكثر ارتباطًا به في تقاليد بلاد ما بين النهرين. يقترح إرميا بيترسون أن العلاقة بين الاثنين كانت مرتبطة بالاعتقاد الموثق في مقلو، والذي بموجبه كان يُعتقد في بعض الطقوس، ربما تلك التي حدثت خلال شهر أبو، أن إله النار يحل محل إله الشمس في الليل. كان يوصف عادة بأنه «صديقه» أو «رفيقه» (الأكدية Tappû).
كان جيبيل أيضًا مرتبطًا ارتباطًا وثيقًا بنوسكا. تم توثيقهما معًا في نقوش الختم البابلي القديم من سيبار. يظهر أيضًا بعد نوسكا وزوجته سادارنونا في قائمة آلهة فايدنر، وهو مرتبط بشكل واضح بالأول من هذين الإلهين في نقش حجري حدودي من عهد النازي ماروتاش. يشير أندرو ر. جورج إلى أنه يمكنه العمل بشكل فعال كـ «عميل» لنوسكا. ومع ذلك، يمكن التعرف على الاثنين مع بعضهما البعض أيضًا، مما أدى إلى تطوير تقليد يتم فيه تصوير نوسكا، المرتبط عادةً بإنليل، على أنه ابن أو مرافق لآنو.
في التعليقات المتأخرة على النصوص الدينية، غالبًا ما كان جيبيل يُقترن بكوسو، وهو إله التطهير المرتبط بالمباخر. يمكن تجميع كليهما في ثالوث مع نينجيريما، وهو إله ينتمي أيضًا إلى مجال طقوس التطهير.